# Scotospilus bicolor
Scotospilus bicolor är en spindelart som beskrevs av Simon 1886. Scotospilus bicolor ingår i släktet Scotospilus och familjen panflöjtsspindlar.
Artens utbredningsområde är Tasmanien. Inga underarter finns listade i Catalogue of Life.